# Arroio Moinho
Arroio Moinho är ett vattendrag i Brasilien.   Det ligger i delstaten Rio Grande do Sul, i den södra delen av landet, 1 500 kilometer söder om huvudstaden Brasília.
Trakten runt Arroio Moinho består till största delen av jordbruksmark. Runt Arroio Moinho är det glesbefolkat, med 16 invånare per kvadratkilometer.